# Gesamtschule Norf
Die Gesamtschule Norf ist eine Gesamtschule in der Trägerschaft der Stadt Neuss im Stadtteil Norf. Es handelt sich um eine Schule des Gemeinsamen Lernens mit den Schwerpunkten Emotionale und soziale Entwicklung, Lernen und Sprache. Sie ist Europaschule.

## Geschichte
Nach der Gründung der Schule im Jahr 2014 erfolgte im September 2019 bereits ein Erweiterungsbau, um künftig Raum für etwa 1.200 Schülerinnen und Schüler zu schaffen. Eine Mensa mit 500 Essensplätzen fand hier ebenfalls Platz. Im Rahmen des Baus, der sich bis 2022 hinzog, wurden auch die naturwissenschaftlichen Räume saniert.

## Sprachenfolge
Ab Klasse 7 können Schülerinnen und Schüler Französisch oder Spanisch wählen, ab der Einführungsphase ist die Wahl von Französisch ebenfalls möglich.

## Leistungskurse
Leistungskurse werden i. d. R. in den Fächern Deutsch, Englisch, Erdkunde, Geschichte, Mathematik, Pädagogik, Physik und Sozialwissenschaften angeboten.